# William Pitt (1. hrabia Chatham)
William Pitt, 1. hrabia Chatham (ur. 15 listopada 1708 w Londynie, zm. 11 maja 1778 w Hayes, Kent) – brytyjski polityk z partii Wigów. Często zwany Williamem Pittem starszym (William Pitt the Elder), by odróżnić go od jego syna Williama Pitta młodszego (William Pitt the Younger), który był premierem w latach 1783-1801 i ponownie 1804-1806.
Jego dziadkiem był przedsiębiorca Thomas Pitt (1653 - 1726), a ojcem Robert. William Pitt rozpoczął swoją karierę polityczną jako jeden z tzw. "Patriot Boys". Otwarcie krytykował politykę, jaką prowadził premier Robert Walpole, jako zbyt mało "patriotyczną". Król Jerzy II Hanowerski bardzo Pitta nie lubił, ponieważ ten tropił wszelkie przejawy poświęcania interesów brytyjskich dla interesów "podławego elektoratu" hanowerskiego.
Pitt grał pierwsze skrzypce w rządzie księcia Newcastle. Bez odwagi, wytrwałości i pomysłowości Pitta wojna siedmioletnia prawdopodobnie nie zakończyłaby się dla Wielkiej Brytanii zwycięstwem. Pitt był czołowym zwolennikiem sojuszu z Fryderykiem Wielkim.
William Pitt był sekretarzem stanu w czasie wojny siedmioletniej, a potem premierem Wielkiej Brytanii. Z powodu talentu oratorskiego Pitta nazywano "Wielkim Posłem" (Great Commoner).
Amerykańskie miasto Pittsburgh otrzymało nazwę na jego cześć.